# فندق أتلانتيك كمبنسكي
فندق أتلانتيك كمبينسكي (بالألمانية: Hotel Atlantic) هو فندق فاخر في هامبورغ، ألمانيا. الفندق الفاخر ذو الخمس نجوم يقع في حي سانت جورج، بين بحيرة Außenalsterو محطة قطارات هامبورغ الرئيسية.وفي بين منشئات أخرى، الفندق يحتوي على 13 قاعة للمؤتمرات و أبهاء و قاعات ذات جدار عالي لتضم مختلف الاجتماعات.

## التاريخ
أفتتح فندق أتلانتيك في عام 1909. ومنذ 1957 أنضم إلى سلسلة فنادق كمبينسكي وأيضاً انضم إلى الفنادق الرائدة في العالم.
في عام 1997 صورت أجزاء من فلم جيمس بوند الغد لا يموت في الفندق. في مايو 2008 رممت واجهة المبنى. منح الفندق حاز على جائزة أفضل فندق في ألمانيا حتى يونيو 2009.
بدأت أعمال الترميم العامة في 2010.

### زائرون ذات سمعة بارزة
- سوبهاس تشاندرا بوس (1942)
- روبندرونات طاغور (1942)
- محمد رضا بهلوي (1955)
- شارل ديغول (1962)
- هيلا سيلاسي
- جوزفين بيكر
- أوتو هان
- زره لياندر
- جينا لولو بريجيدا
- أرسطو أوناسيس
- ماريا كالاس
- فيلي برانت
- أوسكار كوكوشكا
- هيربرت فون كارايان
- نيل آرمسترونغ
- جولييت غريكو
- بيتر أوتول
- هنري كسنجر
- بلاثيدو دومينغو
- جورجو أرماني
- هينو فيرش
- مورغان فريمان
- أندريه أغاسي
- دايفيد كوبرفيلد
- مايكل جاكسون
- كيانو ريفز
- أرنولد شوارزنيجر
- هلموت شميت
- أودو يندنبيرغ